# Standardni objektiv
Standardni objektiv je optični objektiv, ki ima običajno goriščno razdaljo okoli 50 mm, omogoča naravno prikazovanje prostora brez izrazitih optičnih popačenj. V primerjavi s širokokotnim objektivom, ki pogosto ukrivi robne linije, standardni objektiv ohranja ravne linije in realistične razdalje med predmeti v kadru. Perspektiva ostaja uravnotežena – predmeti v ospredju in ozadju so prikazani brez pretiranega raztezanja ali stiskanja, kar omogoča bolj nevtralen in gledalcu domač vizualni vtis.